# ناحية الثرثار
ناحية الثرثار أو ناحية الحويش هي ناحية في غرب قضاء سامراء، بين غرب نهر دجلة وشرق بحيرة الثرثار في محافظة صلاح الدين في وسط شمال العراق، مساحتها 2425 كيلومتراً مربعاً، وعدد سكانها 27862 حتى سنة 1997، وفيها 11 مقاطعة، مركز الناحية هو قرية الحويش في مقاطعة القلعة رقم 4.

## مقاطعاتها
في منشورات الإحصاء سنة 1969، كانت مساحة ناحية الثرثار ثلاثة آلاف وأربعمئة وواحد أربعين كيلومتراً مربعاً (3441)، ثم صارت 2425 كيلومتراً.
| المقاطعة ورقمها  | مساحتها دونماً | سكانها سنة 1997 |
| أم الطلايب 1     | 7569          | 1468            |
| معيجل والركة 2   | 8357          | 2591            |
| مشيهد 3          | 7226          | 1357            |
| القلعة 4         | 11747         | 3088            |
| الكوير 5         | 5035          | 571             |
| القادرية 6       | 7214          | 786             |
| كريدة وأبو الحية | 8641          |                 |
| أبو الحيل 10     | 33095         | 4991            |
| المجتلة 11       | 44985         | 3105            |
| أم الرحال 37     | 388034        | 3269            |
| الأجودي 48       | 11178         | 870             |

## السكان
سُكنت ناحية الثرثار منذ قرون كثيرة، ومن آثار الاستيطان قصر الجص قصر الخليفة العباسي المعتصم بالله في شمال مقاطعة القادرية رقم 6 وفيها قصر العاشق قصر الخليفة العباسي المعتمد على الله وقريب منه قبة الصليبة  في نطاق السهل الفيضي (الحاوي) وفي قرية الركة بمقاطعة رقم 2 آثار منقوشة أخرى، وفي عهد الحكم العثماني للعراق صارت منطقة الثرثار ممراً للقوافل التجارية العابرة حيث تحط رحالها عند قصر العاشق وكان أهل الناحية يزرعون مستعينين بالنواعير والكرود وفي سنة 1914م امتدّت سكة القطار إلى سامراء وكانت محطتها مقاطعة القلعة رقم 4 فصار الثرثار معبراً إلى سامراء وفي سنة 1956 أنشئت سدة سامراء وناظم الثرثار ونواظم المحطة الكهرمائية فتكونت بحيرة سدة سامراء الواسعة فزالت قُرىً مِن جراء ذلك مثل قرية الشكرة، ونشأت قرى جديدة مثل قرية الحويش والعباسية.
استحدثت ناحية الثرثار لكثافتها السكانية، وقد كان عدد سكانها 20244 نسمة في سنة 1979، ثم صار 27862 في سنة 1997.
ألغيت الناحية مدة ثم أُعيد استحداثها يوم 20 حزيران سنة 2019.

## بلدية الثرثار
في 1 كانون الثاني سنة 1980 استحدثت بلدية لناحية الثرثار مِن الصنف الرابع، وذُكرت حدود البلدية أنها:
- شمالاً – من نقطة (أ) التي تبدا من المحطة الكهرومائية، وحتى النقطة (ب) التي تكون بداية جسر الثرثار .
- غرباً – من نقطة (ب) عند بداية جسر الثرثار، وحتى نقطة (جـ) عند تقاطع نهر الاسحاقي مع السكة الحديدية .
- جنوباً – من نقطة (جـ) عند تقاطع نهر الاسحاقي مع سكة حديد بغداد/موصل، وحتى نقطة (د) التي تع عند مشروع الاسحاقي بمسافة تبعد (1200 م) شرق خط الضغط العالي .
- شرقاً – من نقطة (د) التي تقع عند مشروع الاسحاقي، وحتى نقطة (هـ) التي تقع على نهر دجلة، وحتى نقطة (أ).[3][11]

## طرق ناحية الثرثار
| اسم الطريق           | المقاطعات والأماكن المار بها               | مادة الطريق | صنفه  | طوله |
| بغداد الموصل القديم  | القلعة والعاشق والعباسي والمقاطعات 1 إلى 6 | مبلط        | رئيسي | 34   |
| الطريق الحولي السريع | مشيهد وحويصلات والمقاطعات 3 و10 و11        | مبلط        | رئيسي | 27   |
| سامراء الفلوجة       | معيجل والمثنى والمقاطعات 2 و37             | مبلط        | ثانوي | 32   |
| الحويش السريع        | الحويش والمقاطعة رقم 5                     | مبلط        | ريفي  | 8    |
| أم الطلايب           | أم الطلايب والمقاطعة رقم 1                 | مبلط        | ريفي  | 3    |
| معيجل الركة          | معيجل والركة والمقاطعة 2 و3                | مبلط        | ريفي  | 10   |
| السريع دبش           | دبش والمقاطعات 11 و48                      | مبسط        | ريفي  | 28   |
| الحديدي السريع       | الحديدي والمقاطعة 10                       | مبلط        | ريفي  | 46   |
| أم الطلايب القلعة    | معيجل والمقاطعة 1 إلى 4                    | ترابي       | ريفي  | 18   |
| العاشق العباسية      | العاشق والمقاطعة 5 و6                      | ترابي       | ريفي  | 7    |
| الحويش الحديدي هدهود | هدهود والمقاطعة 9 و10                      | ترابي       | ريفي  | 31   |
| السريع نايف جياد     | جياد والمقاطعة 11 و48 و9                   | ترابي       | ريفي  | 28   |
| البو عرب الثرثار     | البو عرب والمقاطعة 37 و9                   | ترابي       | ريفي  | 21   |
| السريع حلبوص         | حلبوص والمقاطعة 9 و10                      | ترابي       | ريفي  | 26   |

## مُديرو ناحية الثرثار
| المدير                | الفترة                                     |
| صلاح علي جسام         | 2024                                       |
| زياد أحمد علي الدراجي | 19 تشرين الثاني 2023 -                     |
| رياض خلف عزاوي        | 25 تشرين الأول 2022 - 19 تشرين الثاني 2023 |
| زياد أحمد علي الدراجي | 26 حزيران 2019 - 25 تشرين الأول 2022       |